# ناحیه سکش‌فهروار
ناحیهٔ سکش‌فهروار (به مجاری:  Székesfehérvári járás) یک ناحیه در مجارستان است که در فیر واقع شده‌است و ۱٬۰۳۲٫۰۵ کیلومتر مربع مساحت و ۱۵۶٬۹۳۵ نفر جمعیت دارد.